# Sunio
El cabo de Sunio o Sunión (en griego antiguo: Σούνιον Súnion; en griego moderno: Σούνιο Súnio) es un cabo o promontorio sobre las aguas del mar Egeo, que forma el extremo SE del Ática.

## Geografía
El promontorio de Sunio, situado a unos 65 kilómetros al sureste del centro de Atenas, se adentra en el mar Egeo y está flanqueado al oeste por el golfo Sarónico. Al sur del promontorio se encuentra la isla de Patroclo y al este, la de Makrónisos. El promontorio de Sunio es el punto más meridional de la llamada «Riviera ateniense», el litoral turístico al sur de la ciudad de Atenas.
El Bosque nacional de Sunio, protegido en 1974, abarca 3500 hectáreas. Está situado al norte de la punta de la península.

## En la historia

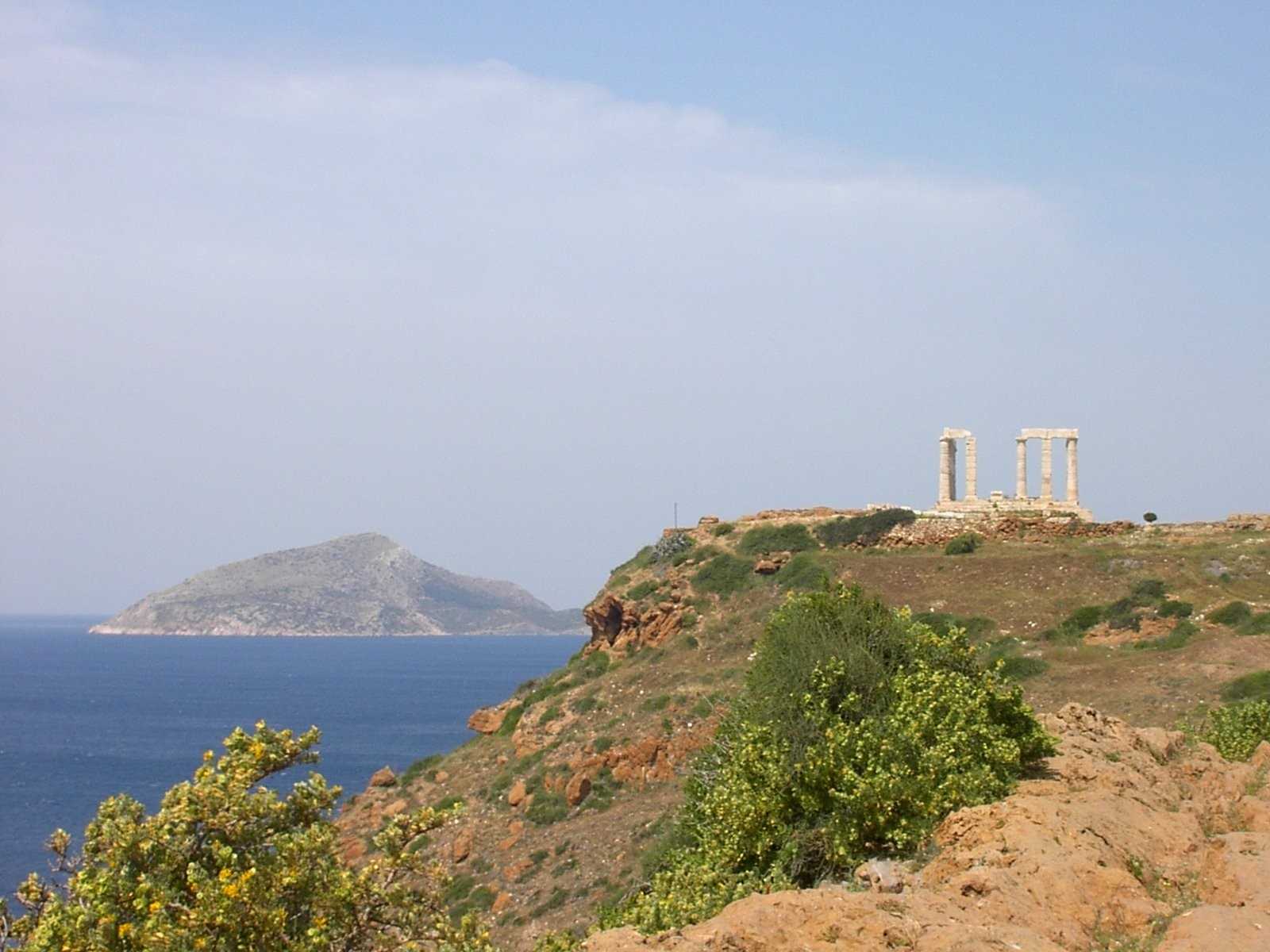
El cabo con los restos del templo de Poseidón.

En la Antigüedad, el promontorio fue usado para divisar a los barcos que se acercaban a Atenas. Está emplazado en la parte meridional del estrecho de Makrónisos, que separa el continente de la pequeña isla homónima de Makrónisos.
En el siglo VIII a. C. se asentaron esclavos fugitivos, procedentes de las cercanas minas de Laurion. Heródoto menciona que, en el siglo VI a. C., los atenienses celebraban una festividad quinquenal en el cabo Sunio.
Durante la guerra de Decelia, tercera y última fase de la guerra del Peloponeso, en el 413 a. C., el cabo fue fortificado para proteger la importación de grano a Atenas.
El cabo Sunio es especialmente famoso por las ruinas de dos templos que dominan el mar: uno, dedicado a Atenea; el otro, a Poseidón.

## En la literatura
La primera mención al cabo en la literatura antigua es en la Odisea, que habla sobre el sagrado Sunio, el promontorio de Atenas (Σούνιον ἱρὸν (...) ἄκρον Ἀθηνέων).
El cabo Sunio era, según la leyenda, el lugar donde Egeo se habría suicidado lanzándose al mar. Su hijo Teseo había convenido con él que si salía victorioso de su combate con el Minotauro, izaría velas blancas en su barco, mientras que si moría, la tripulación debería dejar en el barco las velas negras en el mástil. Egeo vio llegar a lo lejos el barco enarbolando grandes velas negras, porque Teseo había olvidado izar las blancas, y, desesperado, se atrojó desde lo alto del promontorio al mar. De él proviene el nombre del mar Egeo.

## Templo de Poseidón

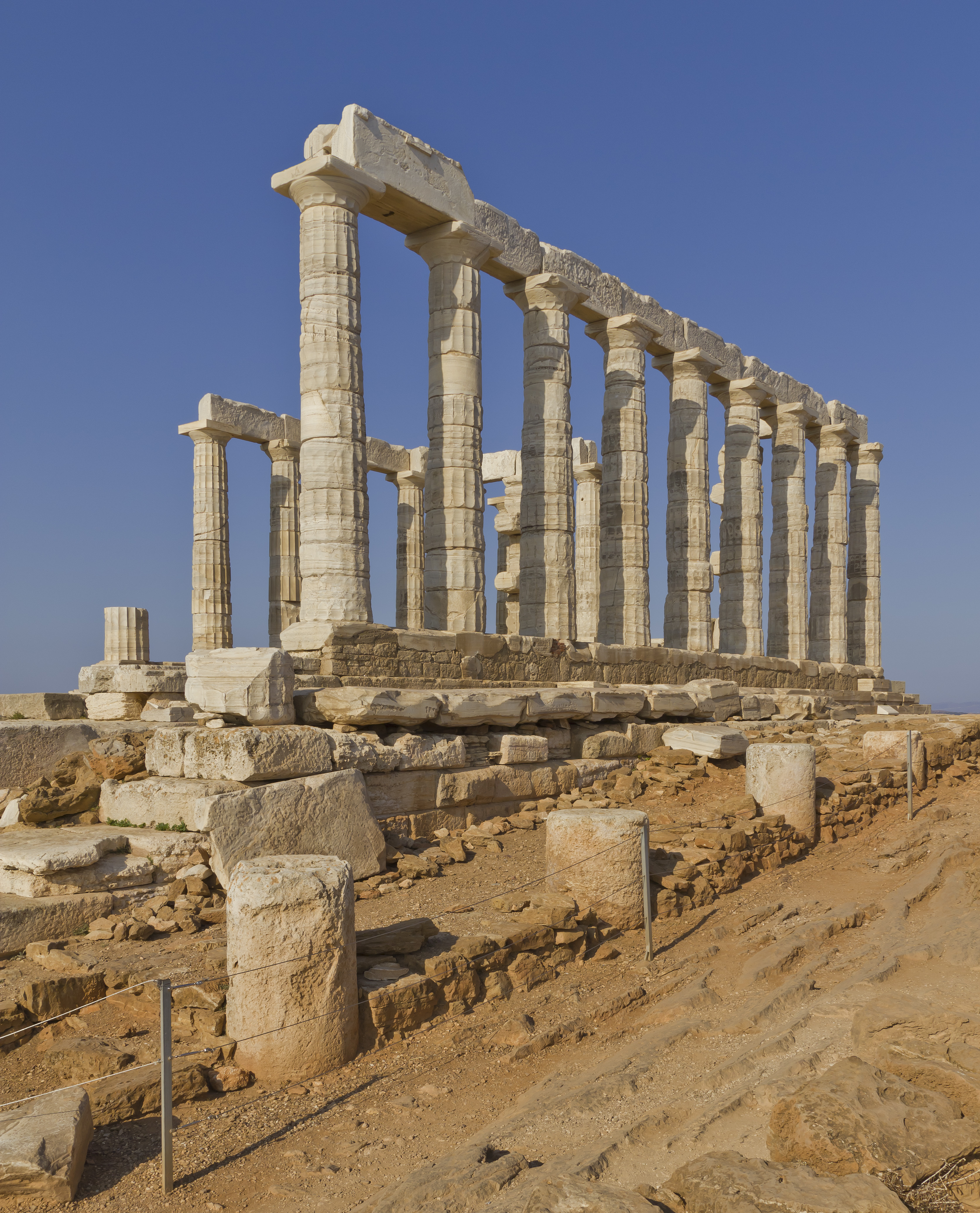
El templo de Poseidón en Sunio.

El templo en se construyó alrededor del año 700 a. C.. En el año 490 a. C. se inició la construcción del antiguo templo de Poseidón. Sin embargo, fue destruido en la segunda guerra médica en el 480 a. C. El que se encuentra en el lugar hoy en día, fue construido alrededor de 444 a. C.
Las ruinas del templo de Poseidón, erigido en el siglo V a. C. sobre las ruinas de un templo construido en la época arcaica, están encaramadas sobre el mar a una altura de casi 60 metros. 
Las columnas del templo tienen 6,10 m de altura, con un diámetro de 1,0 m en la base y 79 cm en lo alto. Sus estrías, menos de lo habitual (16 en lugar de 20), eran para resistir la acción erosiva del aire del mar. La piedra fue extraída de la cercana Agrileza. 
Además del templo de Poseidón, otras atracciones del promontorio son el templo de Atenea, la estoa y las ruinas de las fortificaciones del promontorio, entre otras.
El poeta inglés Lord Byron grabó su nombre en una de las columnas.
El templo está relativamente bien conservado y es un destino popular de excursiones de un día desde Atenas, especialmente al atardecer.